# Stora Nadden
Stora Nadden är en sjö i Surahammars kommun i Västmanland och ingår i Norrströms huvudavrinningsområde. Sjön har en area på 1,31 kvadratkilometer och ligger 70 meter över havet.

## Delavrinningsområde
Stora Nadden ingår i det delavrinningsområde (663028-151861) som SMHI kallar för Utloppet av Stora Nadden. Medelhöjden är 94 meter över havet och ytan är 10,18 kvadratkilometer. Räknas de 135 avrinningsområdena uppströms in blir den ackumulerade arean 2 819,16 kvadratkilometer. Kolbäcksån som avvattnar avrinningsområdet har biflödesordning 3, vilket innebär att vattnet flödar genom totalt 3 vattendrag innan det når havet efter 174 kilometer. Avrinningsområdet består mestadels av skog (72 procent). Avrinningsområdet har 1,48 kvadratkilometer vattenytor vilket ger det en sjöprocent på 14,6 procent. Bebyggelsen i området täcker en yta av 0,21 kvadratkilometer eller 2 procent av avrinningsområdet.